# نووترویفکا
نووترویفکا (انگلیسی: Novotroyevka) یک شهرک در شهرستان گافوریسکی استان باشقیرستان کشور روسیه است.